# Markerwaard

Markerwaard ("Sydvästpoldern"), Cornelis Lelys plan (1891)

Markerwaard var namnet på en planerad men aldrig byggd polder i IJsselmeer, Nederländerna, intill Flevoland. Bygget av Markerwaard skulle ha lett till en nästan total torrläggning av vattenområdet Markermeer. Det avgjordes slutligen 2003 att Markerwaard inte skulle byggas.